# César Pedroso
César „Pupy“ Pedroso Fernández (* 24. September 1946 in Havanna; † 17. Juli 2022 ebenda) war ein kubanischer Pianist, Komponist und Arrangeur.

## Leben und Werk
Fernández, der in Havannas Stadtteil Vedado geboren wurde, wuchs in einer Musikerfamilie auf. Sein Vater, César „Nené“ Pedroso war ebenfalls Pianist und spielte u. a. mit Félix Chapottín. Sein Großvater Julio war Orchester-Leiter. Auch sein Onkel und Bruder waren bzw. sind Musiker.
Pedroso wurde zunächst mit dem Orquesta Revé bekannt. 1969 gründete der Pianist zusammen mit dem Bassisten Juan Formell die Band Los Van Van, der er bis 2001 angehörte. Für sie schrieb Pedroso wichtige Stücke, von denen viele zu Hits der Gruppe wurden, wie z. B. „Eso está bueno“, „Disco Azúcar“, „La fruta“, „Temba, tumba, timba“, „El negro está cocinando“, „Call Calla“, „Tranquilo, Mota“, „Seis Semanas“ oder „El buenagente“. Des Weiteren war er auch als Komponist für andere kubanische Musiker und Bands tätig. 1995 veröffentlichte er die erste Solo-CD „Lo mejor/Fruta prohibida“ unter seinem Namen, die zweite erschien 1999 bereits unter dem Namen seiner späteren Band, Pupy y Los que Son Son. Mit dieser veröffentlichte Pedroso zwischen 1999 und 2020 neun Alben.
Pedroso, der mehr als 150 Lieder komponierte, wurde 2013 mit dem Nationalen Musikpreis ausgezeichnet.

## Diskografie (Auswahl)
- 2004: Buenagente